# ملا مجدالدین
مُلا مَجدالدین (به مازندرانی: مِلّا مَژدین)  علی مکی روحانی شیعه بود که در زمان امام جعفر صادق، به نمایندگی از او، در سال  ۱۳۶ هجری به شهر ساری فرستاده شد تا آیین تشیع را ترویج کند. پس از مرگ وی، او را در همان شهر تدفین نمودند. مقبرهٔ او تا چندین قرن در ابتدای مسیر ساری به فرح‌آباد موجود  است و امروزه هم آرامگاه ملا مجدالدین در ساری، به نام اوست.